# John Williams Shackelford

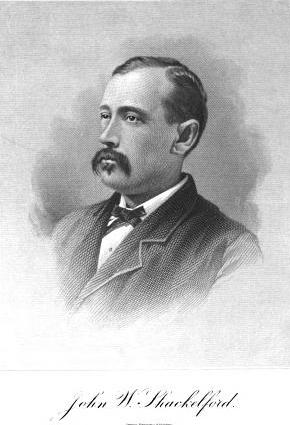
John Williams Shackelford

John Williams Shackelford (* 16. November 1844 in Richlands, Onslow County, North Carolina; † 18. Januar 1883 in Washington, D.C.) war ein US-amerikanischer Politiker. Zwischen 1881 und 1883 vertrat er den Bundesstaat North Carolina im US-Repräsentantenhaus.

## Werdegang
John Shackelford besuchte die öffentlichen Schulen seiner Heimat einschließlich der Richlands Academy. Während des Bürgerkrieges war er Soldat im Heer der Konföderation. Sein Dienstgrad wird in den Quellen unterschiedlich angegeben. Sein Grabstein gibt seinen Rang als Feldwebel an, während seine Kongressbiographie ihn als Leutnant ausweist.
Nach dem Krieg begann Shackelford als Mitglied der Demokratischen Partei eine politische Laufbahn. Zwischen 1872 und 1878 war er Abgeordneter im Repräsentantenhaus von North Carolina; von 1878 bis 1880 gehörte er dem Staatssenat an. Bei den Kongresswahlen des Jahres 1880 wurde er im dritten Wahlbezirk von North Carolina in das US-Repräsentantenhaus in Washington, D.C. gewählt, wo er am 4. März 1881 die Nachfolge von Daniel Lindsay Russell antrat. John Shackelford konnte seine eigentlich am 3. März 1883 endende Legislaturperiode im Kongress nicht beenden, weil er bereits am 18. Januar 1883 starb. Er wurde in seinem Geburtsort Richlands beigesetzt.